# Капелан
Капеланът (на латински: capellanus, от capella – параклис) е свещенослужител, обикновено свещеник (по-рядко - епископ) в Римокатолическата и Англиканската църква, който извършва частно богослужение извън редовните служби в рамките на дадена енория, като много често е и енорийски свещеник.
Капеланите извършват частните богослужения в различни обществени институции, военни части, кораби, затвори, болници, училища, както и в частни или публични параклиси, в църковни общности, които по различни причини не разполагат със собствена енория.
В православната терминология съответства приблизително на ефимерий.